# 茲林Z 42
茲林Z 42是一款雙人單引擎輕型飛機，由捷克斯洛伐克莫拉凡飛機製造公司所製造，於1978年12月28日首次飛行。

## 設計
茲林Z42是由在1934年成立的莫拉凡飛機製造公司所設計和製造的，飛機的機身由鋼管焊接而成，機身外層由金屬片覆蓋，儀表由玻璃纖維組成，採用不能收回的起落架設計，使用最高速度時每小時只消耗16.1加侖的燃料。早期的Z 42設計源於60年代中期，首架Z 42在1967年10月17日首飛。Z 42M發展自能載四人的Z 43，擁有更大的尾翼，用來取代Z 42。
Z 142是在Z 42M的基礎上發展而成的，在1979年12月29日首飛，改良了儀表和起落架。Z 242和Z 242L是Z142的改良型，主要更換了發動機型號，引擎由原本的兩葉扇增加至三葉扇，首架Z 242在1990年2月14日首飛，後來由改良自Z 142的Z 142C所取代。
Z 43和Z 143是一款能載四人的單引擎輕型飛機，有別於能載兩人的Z 142系列，首架Z 43在1968年12月10日首飛。Z 43的性能與計設基本上與Z 42人樣，但Z 43的座艙比Z 42更大，引擎比Z 42的更良好。Z 143L在1992年4月24日首飛，結構上與Z 242相似，但擁有更大的座艙和更良好的引擎。

## 運作
Z 42系列是一款教練機，主要用作目視飛行的訓練、較為基本的特技飛行訓練、夜間飛行、儀表飛行和滑翔飛行。
它曾廣泛地使用在冷戰時期的共產主義國家之中，用作軍用教練機。除此之外，阿爾及利亞、墨西哥和斯洛文尼亞亦有使用Z 142系列，甚至連泰米爾伊拉姆猛虎解放組織亦用此飛機來轟炸斯里蘭卡。

## 性能(Z 43)
基本信息
- 机组：1 人
- 容量：3 人

性能